# Gudrun Wegner
Gudrun Wegner   (Görlitz, 28 de febrer de 1955 - Dresden, 16 de gener de 2005), coneguda posteriorment amb el cognom de casada Wünsche, fou una nedadora alemanya, especialista en estil lliure, que va competir durant la dècada de 1970.
El 1972 va prendre part en els Jocs Olímpics d'Estiu de Londres, on va disputar tres proves del programa de natació. En els 400 metres lliures guanyà la medalla de bronze, mentre en els 800 metres lliures fou cinquena i en els 200 metres lliures quedà eliminada en sèries.
En el seu palmarès també destaquen una medalla d'or i de bronze al Campionat del món de natació de 1973 i una de plata i una de bronze al Campionat d'Europa de natació de 1974. Entre 1971 i 1973 guanyà quatre campionats nacionals de la RDA. El 1973 va establir un nou rècord del món en els 400 metres estils. També va establir diferents rècords d'Europa en els 800 metres lliures i 400 estils.